# Camp de Tulkarem

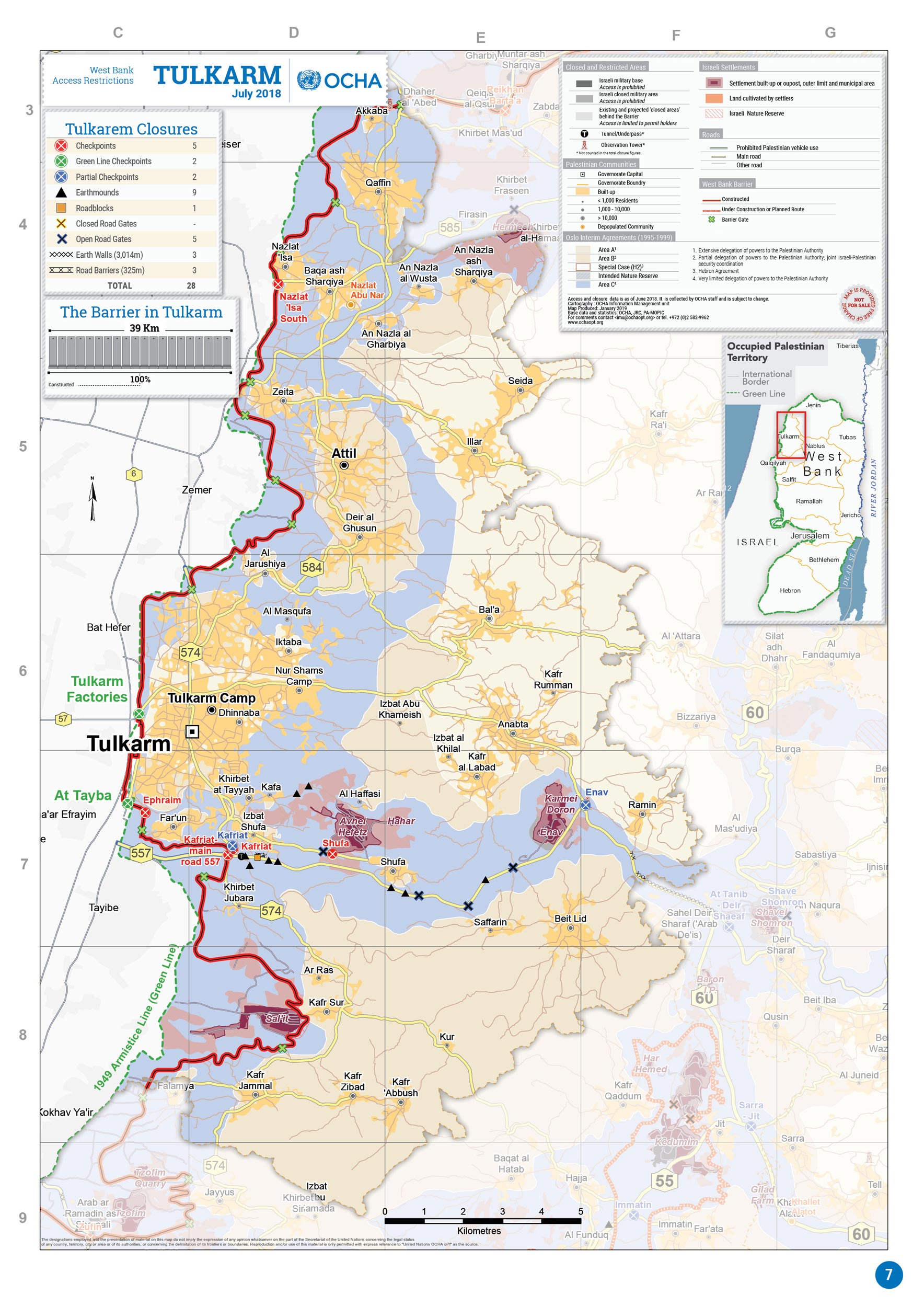
Carte des Nations Unies de 2018 de la région, montrant les dispositions d'occupation israéliennes.

Le camp de Tulkarem (arabe : مخيم طولكرم) est un camp de réfugiés palestiniens situé dans la ville de Tulkarem au nord de la Cisjordanie.
Créé en 1950 sur 0,18 km2 par l'Office de secours et de travaux des Nations unies pour les réfugiés de Palestine dans le Proche-Orient (UNRWA), il s'agit du second plus grand camp de réfugiés de Cisjordanie et de l'un des plus densément peuplés. Le camp est gravement touché pendant la Seconde intifada par des incursions, des arrestations, des raids et des couvre-feux. Des incursions ont toujours lieu, quoique de manière plus irrégulière. En 2013, le centre de santé est reconstruit grâce à des fonds de projet s'élevant à 1,7 million de dollars américains. Le camp de Tulkarem compte quatre écoles de l'UNRWA,,. Les raids de l'armée israélienne se multiplient à partir de l'été 2023.

## Incursions militaires israéliennesà Tulkarem depuis 2023

### Octobre 2023
Les forces israéliennes commencent à envahir la ville à trois heures du matin le jeudi 19 octobre 2023, et les opérations sont particulièrement concentrées dans le camp Nur Shams, dans des quartiers de la ville et dans camp de Tulkarem.
Au début de l’invasion, Israël utilise plusieurs bulldozers militaires pour détruire les rues et les infrastructures à l’intérieur et autour de Nur Shams. Les autorités arrêtent un groupe de Palestiniens et prennent le contrôle d'un groupe de maisons palestiniennes dans les quartiers de la ville.
Environ 12 heures après le début de l'invasion, Israël déploie des hélicoptères militaires chargés de missiles comme couverture aérienne dans le ciel de la ville pour la première fois depuis la seconde Intifada palestinienne. Israël tue également un groupe de Palestiniens dans le camp Nur Shams avec un drone suicide,.
Les brigades Izz ad-Din al-Qassam déclarent avoir ciblé avec des engins explosifs les forces israéliennes pénétrant dans le camp de Tulkarem, revendiquant des victimes israéliennes confirmées. Selon un groupe des brigades Al-Qods du bataillon de Tulkarem, ses membres ont fait feu sur les forces d'infanterie israéliennes et les tireurs d'élite à l'intérieur du camp de Tulkarem, dénombrant des victimes. L'armée israélienne annonce la mort de l'un de ses officiers. Neuf de ses soldats sont blessés à la suite de l'explosion d'un engin explosif palestinien dans le camp de Nur Shams. Les soldats blessés sont transférés à l'hôpital israélien Meir.
Les explosions se poursuivent dans la ville à l'aube et dans la matinée du 20 octobre 2023, la brigade de Tulkarem annonce qu'un certain nombre d'autres bataillons et groupes armés palestiniens ont pu atteindre la ville pour soutenir les forces palestiniennes.
Le 20 octobre 2023, à sept heures du matin, heure de Palestine, les forces israéliennes se retirent de la ville et de ses deux camps après une invasion qui dura 30 heures consécutives, causant d'importantes destructions aux infrastructures, aux routes et aux bâtiments et la destruction des réseaux d’électricité, d’eau et des lignes Internet.
Le ministère palestinien de la Santé annonce 13 Palestiniens tués, dont 5 enfants, « lors du massacre commis par l'armée d'occupation ». Les morts et les blessés sont transférés à l'hôpital gouvernemental de Thabet dans la ville.

### Novembre 2023
Le 2 novembre, un soldat israélien roulant à bord d'un véhicule civil tombe dans une embuscade tendue par des militants des brigades al-Qassam à Beit Lid, au cours duquel il est abattu. La voiture est ensuite piégée par un engin improvisé et explose lors d'une inspection de la scène par des soldats israéliens, tuant l'un d'entre-eux.

### Décembre 2023
Cinq personnes sont tués le 17 décembre. À la suite de cette attaque, les ambulances échouent à atteindre les blessés et des ambulanciers sont arrêtés. Le 20 décembre 2023, les forces israéliennes attaquent la ville d'Attil. Le 23 décembre, des bulldozers entrent dans Tulkarem et des affrontements sont signalés entre les forces palestiniennes et israéliennes. Le 24 décembre, des explosifs artisanaux auraient été utilisés contre Tsahal. Plus de 100 véhicules de l'armée israélienne attaquent Nur Shams le 25 décembre. Une frappe nocturne de drone est signalée le 27 décembre, un ambulancier déclarant avoir trouvé des corps « d'hommes gisant partout ».

### 2024
Cinq personnes sont blessées lors d'un raid le 3 janvier 2024, dont une personne touchée par une balle, trois personnes battues par des soldats israéliens et une personne percutée par une jeep de Tsahal. Un raid de quarante heures sur Nur Shams s'achève le 4 janvier, avec plus d'une douzaine de blessés à la suite de passages à tabac de la part de soldats. 500 personnes auraient été interrogées.
Le chef du comité des services du camp de Tulkarem condamne le meurtre de trois jeunes hommes après la diffusion d'une vidéo montrant plusieurs soldats israélien écrasant le corps d'un jeune homme après l'avoir abattu. Un raid de sept heures sur Nur Shams a lieu le 12 janvier, entraînant de nombreux dommages aux infrastructures vitales. Un adolescent est battu à mort par des soldats israéliens le 13 janvier.
Neuf personnes sont tuées lors d'un raid le 17 janvier. Le raid aurait duré plus de quarante heures, avec des maisons et des infrastructures détruites et un grand nombre d'hommes arrêtés. L'armée israélienne a échangé des tirs avec des combattants locaux aurait découvert des routes piégées par des explosifs, endommageant avec des bulldozers la voirie, les conduites d'électricité et d'eau le 30 janvier.
Un jeune homme reçoit une balle dans la poitrine lors d'un raid israélien sur Kafr Jammal le 3 février. Deux hommes sont tués à Nur Shams le 7 février. Selon le chef du comité populaire de Nur Shams, depuis le 7 octobre, les forces israéliennes ont mené 17 raids, tué 23 jeunes hommes, détruit 35 maisons, déplacé 800 habitants et endommagé des routes, des réseaux d'égouts, d'eau et d'électricité.
Le 18 février, l’armée israélienne vient pour arrêter Mohammed Oufi, un résistant palestinien, et le tue, ainsi que deux civils,
Le 3 octobre 2024, 20 personnes sont tuées dans un raid aérien sur une cafétéria. Le Haut-Commissariat des Nations unies aux droits de l'homme (HCDH) a indiqué que « raser un bâtiment entier, rempli de personnes, par des bombardements aériens témoigne d'un mépris flagrant des obligations d'Israël. » Quatre personnes meurent lors d'attaques israéliennes les 30 et 31 octobre.
Une personne est tuée et une autre blessée lors d'une frappe israélienne le 7 novembre.
Quatre personnes sont tuées et trois grièvement blessées par une frappe israélienne le 19 décembre 2024.

### 2025
Après l'entrée en vigueur d'un cessez-le-feu à Gaza en janvier 2025, Israël déclenche une offensive contre plusieurs camps de réfugiés en Cisjordanie occupée, dont celui de Tulkarem. En un mois, des bulldozers blindés ont fait des ravages dans les camps de la région, coupant notamment l'approvisionnement en eau en brisant les canalisations, et détruisant des dizaines de maisons. Des dizaines de personnes sont tuées, dont des enfants. Au 23 février, le gouvernement israélien annonce que son armée a fini de vider le camp de Tulkarem de ses habitants et qu'elle interdirait leur retour.